# Eublemma roseocincta
Eublemma roseocincta là một loài bướm đêm trong họ Erebidae.